# Estação Oceano
Estação Oceano (em chinês:  海洋站) é primeira estação da primeira fase da linha 1 do metro ligeiro de Macau, localizada na estrada dos Jogos da Ásia Oriental, na Taipa. Esta estação é uma estação elevada, planejada para ser entregue no final de 2015. Afetada pelo atraso no projeto do metrô de superfície, a estação teve a sua inauguração adiada, e entrou em operação em 10 de dezembro de 2019.
A estação funciona das 6h30 às 23h15, de segunda a sexta-feira, e das 6h30 às 23h59 nos fins de semana.

## História
A estação era originalmente chamada de Estação da Ponte Xiwan, em referência a ponte homônima, mas depois foi renomeada para Oceano.
Em 4 de agosto de 2014, as obras iniciaram no local, com um período de construção de cerca de doze meses. Em 10 de dezembro de 2019, esta estação foi concluída e inaugurada. Esteve presente na inauguração o governador de Macau, Fernando Chui Sai-on.
A estação é operada pela MRT, empresa que também opera o Metrô de Hong Kong. No primeiro mês de operação, não houve cobrança de tarifa para acessar a estação, que funcionou em uma fase de testes. Em janeiro de 2020, a entrada começou a ser tarifada.

## Link externo
- Sociedade do Metro Ligeiro de Macau, S. A. (português)
- MTR (português)